# 악어의 눈물

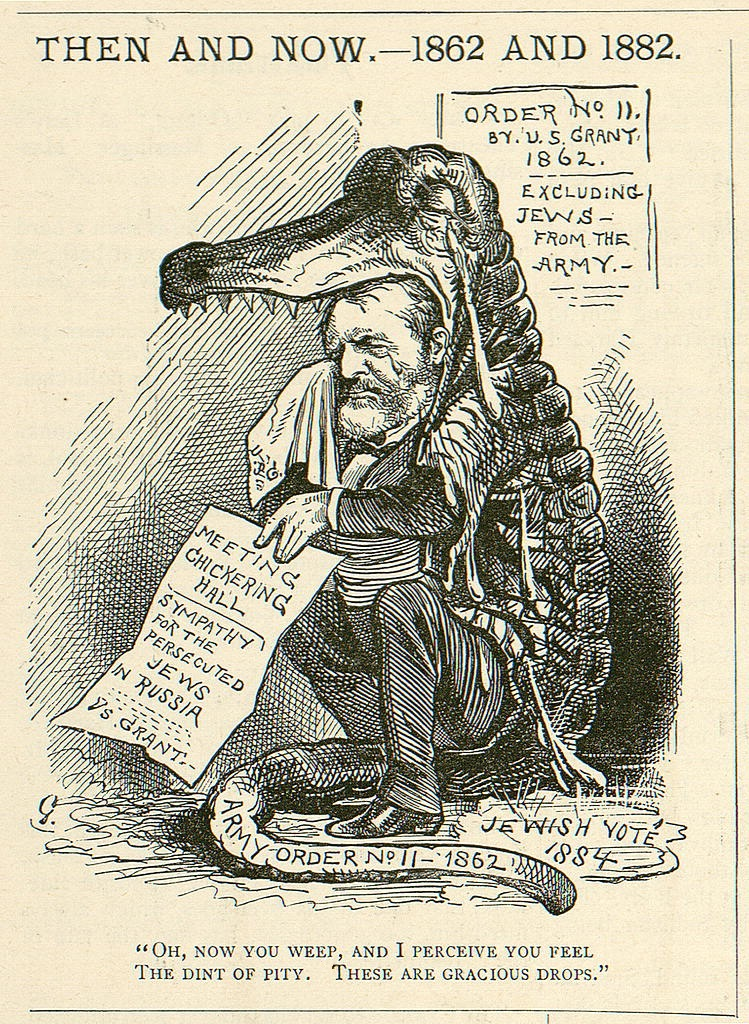
율리시스 S. 그랜트를 묘사한 베른하르트 길람(:en:Bernhard Gillam)의 그림.

악어의 눈물(crocodile tears)은 위정자를 빗대어 말하는 통속어이다. 악어가 먹이를 씹으며 먹히는 동물의 죽음을 애도해 눈물을 흘린다는 이야기에서 전래된 것으로, 패배한 정적 앞에서 흘리는 위선적 눈물을 가리킬 때 쓰인다.
실제로 악어는 장기간 물 밖에 나와있을 때 눈이 건조해져 상하지 않도록 눈물을 흘리며, 눈물샘을 관장하는 신경과 턱의 저작행위를 관장하는 신경이 동일하기 때문에 먹이를 씹어삼킬 때에도 눈물을 흘린다. 눈물을 흘려서 체내의 염분 농도를 조절하기도 한다.
악어눈물증후군(bogorad’s syndrome)은 안면신경에 바이러스가 침투하여 생긴 염증 따위로 인해 발병하며, 보통 안면신경 마비의 후유증으로 일어난다.

## 역사

### 문헌
악어의 눈물은 14세기 초, 존 맨더빌(:en:John Mandeville)의 여행기에 의하여 처음으로 소개되었다. 영국의 문호 셰익스피어는 '악어의 눈물'이라는 개념을 자주 사용하였다.
If that the earth could teem with woman's tears,

Each drop she falls would prove a crocodile.

'오셀로'의 4막 1장 - O devil, devil!

## 같이 보기
- DARVO